# Jake O'Brien
Jake Patrick O'Brien (Cork, 15 de mayo de 2001) es un futbolista irlandés que juega de defensa en el Everton F. C. de la Premier League.

## Trayectoria
Empezó su carrera en el Cork City F. C. y a inicios de 2021 fue cedido al Crystal Palace F. C., que en el mes de agosto lo adquirió en propiedad. Jugó en su equipo sub-23 y en 2022 fue cedido al Swindon Town F. C. y al RWDM, con el que ascendió a la Pro League.
El 15 de agosto de 2023 fichó por el Olympique de Lyon y firmó por cuatro años. Se estrenó en la Ligue 1 el siguiente 1 de octubre, siendo el primer irlandés que jugaba en la competición desde Tony Cascarino en mayo de 2000. En su primera campaña ayudó a conseguir la clasificación para la Liga Europa de la UEFA y fue el segundo máximo goleador del equipo con cinco tantos, uno de ellos en la final de la Copa de Francia ante el Paris Saint-Germain F. C.
El 30 de julio de 2024 fue traspasado al Everton F. C., con el que se comprometió hasta junio de 2028, a cambio de 19.5 millones de euros y un 10% de una futura venta. En sus primeros meses apenas tuvo oportunidades, participó en un único encuentro de la Premier League, hasta la llegada de David Moyes al banquillo en enero. Entonces empezó a jugar con más regularidad y contribuyó a conseguir una racha de varias jornadas sin perder, marcando su primer gol para lograr un empate frente al Brentford F. C.

## Selección nacional
En marzo de 2024 fue convocado por primera vez con la selección de Irlanda para dos amistosos, aunque para hacer su debut tuvo que esperar a junio en un triunfo por dos a uno contra Hungría.

## Clubes
| Club                          | País       | Año       |
| ----------------------------- | ---------- | --------- |
| Cork City F. C.               | Irlanda    | 2019-2021 |
| Crystal Palace F. C. (cedido) | Inglaterra | 2021      |
| Crystal Palace F. C.          | Inglaterra | 2021-2023 |
| Swindon Town F. C. (cedido)   | Inglaterra | 2022      |
| RWDM (cedido)                 | Bélgica    | 2022-2023 |
| Olympique de Lyon             | Francia    | 2023-2024 |
| Everton F. C.                 | Inglaterra | 2024-     |